# サンサ右京

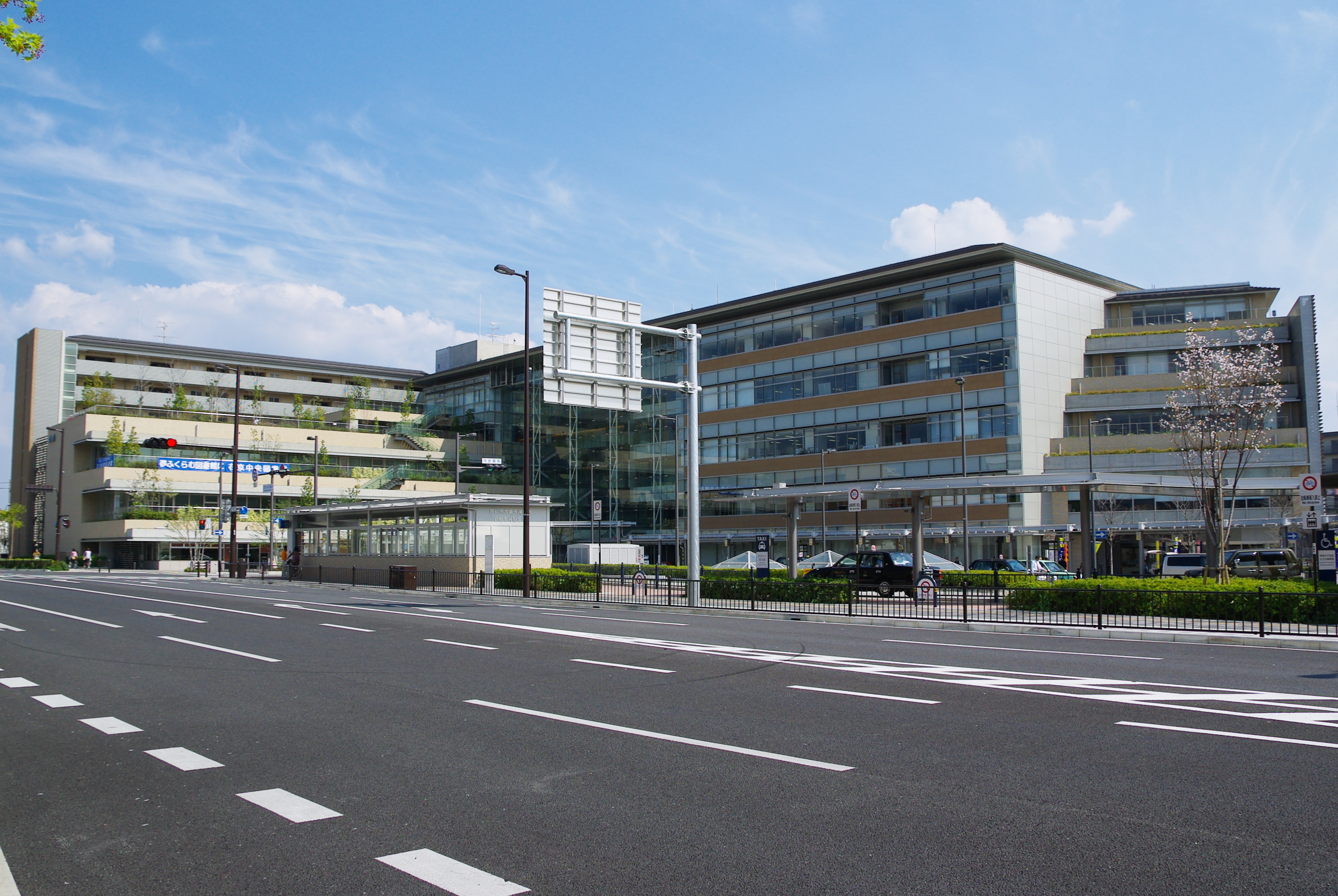
サンサ右京の全景

サンサ右京（サンサうきょう、SANSA右京）は、京都府京都市右京区太秦下刑部町12番地にある複合施設。
右京区総合庁舎（区役所、福祉事務所、保健センター）、京都市交通局本庁舎、右京地域体育館、右京中央図書館が入居する行政棟と、住宅棟（分譲マンション）で構成される。
土地区画整備と市街地再開発を一体化した太秦東部地区の整備事業によって建設され、2008年2月に竣工した
。地下鉄東西線太秦天神川駅と京福電気鉄道嵐山本線嵐電天神川駅に隣接している。

## 沿革
- 2008年3月10日 右京保健所が移転
- 2008年3月17日 右京区役所、福祉事務所が移転
- 2008年3月24日 右京地域体育館が開館
- 2008年3月31日 京都市交通局本庁舎が移転
- 2008年6月30日 右京中央図書館が開館

## アクセス
- 京都市営地下鉄東西線太秦天神川駅下車
- 京福電車嵐山本線嵐電天神川駅下車
- 京都市バス11系統、8系統、27系統、70系統、特71系統、75系統、80系統、84系統、85系統「太秦天神川駅前」下車